# Ahmedabad
Ahmedabad (Gudžaratski jezik: અમદાવાદ, hindi: अहमदाबाद, što znači „Ahmedov grad”), poznat i kao Amdavad je najveći i bivši glavni grad indijske države Gujarat u Indiji, te njegovo poslovno i trgovačko središte. Visoki sud Gurajata je smješten u Ahmedabadu. Grad je pod britanskom upravom dobio naziv „Manchester Istoka” zbog svoje izuzetno razvijene tekstilne industrije.
Ahmedabad se nalazi na obalama rijeke Sabarmati, 30 km južno od glavnog grada Gujarata, Gandhinagara. Ahmedabad je s preko 6,3 milijuna stanovnika (13,51% muslimana i 81,56% hinduista) šesti najveći grad u Indiji, no više od 450.000 ljudi živi u slamovima oko grada.
Od 2017. godine povijesno središte Ahmedabada uvršteno je na UNESCO-ov popis mjesta svjetske baštine u Aziji jer „predstavlja bogatu graditeljsku baštinu iz vremena sultanata”.

## Povijest
Područje oko Ahmedabada, poznato kao Ašaval (Ashapalli), naseljavao je narod Bhil koje je u 11. stoljeću okupirala dinastija Solanki iz Anhilwara (današnji Patan). Oni su tada osnovali prvi grad, Karnavati („Karanov grad”) ili Shrinagar („Uspješni grad”), koji je u 13. stoljeću osvojila dinastija Vaghela iz Dholke. Na njegovom mjestu je 1411. ponovo osnovan grad kao glavni grad sultanata Gudžarat. Osnovao ga je (i nazvao po četiri sveca koji su imali ime „Ahmed” ili samome sebi), sultan Ahmed Šah I., unuk osnivača sultanata, Muzafera Šaha I., koji se osamostalio od delhijskog sultanata. Njegov unuk, Mahmud Begada, je 1487. godine utvrdio grad s 10 km dugim zidinama s 12 gradskih ulaza i 189 bastiona
Mogulski car Akbar Veliki je zauzeo grad 1573. Tijekom mogulske vlasti Ahmedabad je postao bogati trgovački grad, čiji se tekstil izvozio i do Europe. Mogulski car Džahan-šah proveo je dio života u Ahmedabadu gradeći Moti Šahi Mahal. Glad iz 1630. je teško pogodila grad, a vojska Marata Carstva je zauzela grad i okončala vlast Mogula 1758. god. No, unutrašnji sukobi između klanova doveli su do razaranja dijela grada. 
Časna Istočnoindijska kompanija je zauzela grad 1818. i pod britanskom upravom modernizirana je gradska infrastruktura. Ahmedabad postaje važan centar, a 1864. uspostavljena je železnička veza s Mumbaijom (tadašnji Bombaj). Grad je bio poprište žestokih sukoba jer je indijski pokret za neovisnost imao jake korijene u Ahmedabadu. Mahatma Gandhi je 1930. započeo čuveni protest prikupljanja soli („marš soli”) pošavši upravo iz Ahmedabada. Kada se država Bombai podijelila na više država, 1960., Ahmedabad je postao glavni grad Gujarata do 1970. god.
Razorni zemljotres od 6,9 stupnjeva po Rihterovoj ljestvici je 26. siječnja 2001. usmrtio 752 ljudi i srušio brojne zgrade u Ahmedabadu (oko 50 višekatnica). U Gujaratu je došlo do velikog nasilja početkom 2002. Najprije je grupa muslimana 27. veljače 2002. zapalila vlak i pri tomu usmrtila 58 hindusa. Uslijedile su osvete i međusobno ubijanje u kojemu je stradalo oko 1.000 ljudi, a stradale su i džamije.
Bombaški napad u Ahmedabadu 2008. je bila serija od sedamnaest eksplozija bombi dana 26. lipnja 2008. godine, u vremenskom intervalu od sedamdeset minuta. 49 ljudi je ubijeno, a preko 200 ljudi je povrijeđeno

## Znamenitosti
Još za vrijeme osnivača grada, Ahmed Šaha, u gradu je došlo do spajanja indijske i perzijske arhitekture. Takvi su Bhadra citadela, gradske zidine i vrata utvrda, te brojne džamije i grobnice. Utvrđena Bhadra citadela je služila kao dvor Gujarata gotovo šest stoljeća. U njoj se nalaze Ahmedšahova džamija (1411.) na Mejdanšahu, trgu od 43 ha koji je trostrukim portalom Teen Darwaza povezan s Džamijom petka (1424.) na Manek Chowku, najstarijem trgu u gradu. U citadeli je pored dvorskih prostorija i dvorana palače Azam Khan Sarai (1637.) bio smješten i zatvor. Gradsku mrežu činili su gusto raspoređene tradicionalne kuće (pol) tradicionalnim ulicama s portalima (pura) koji su imali karakteristične odlike kao što su hranilice za ptice, javni bunari i vjerski objekti. Kasnije se grade i brojni hinduistički i jainistički hramovi.
Džamija Sidi Saijed iz 1573. je izgrađena u posljednjoj godini Gudžaratskog sultanata i potpuno je nadsvođena lukovima, te ima deset raskošno izrezbarenih kamenih otvora (jali). Također, privatni domovi iz ovog vremena su imali raskošne rezbarije.
Iz britanskog razdoblja postoje građevine viktorijanske arhitekture, a u novije vrijeme postoje moderne građevine.
- Zidine citadele Bhadra
- Ahmedšahova džamija iz 1411.
- Unutrašnjost Džamije petka iz 1424.
- Manek Chowk, najstariji trg u gradu
- Gradski portal Teen Darwaja
- Džamija petka iz 1424.
- Mramorni otvor na džamiji Sidi Saijed iz 1573.
- Počasni toranj hrama Hutheesing (1848.)
- Azam Khan Sarai (1866.)
- Sat toranj na utvrdi Bhadra (1878.)

## Gospodarstvo
Ahmedabad je najveće kopneno industrijsko središte zapadne Indije s prosječnim godišnjim BDP-om od 64 milijuna $ (2014.). Tekstilna industrija ima povijesni značaj, a kasnije se razvijaju i kemijska, farmaceutska i automobilska industrija. Dvije najveće farmaceutske tvrtke u Indiji imaju sedište u Ahmedabadu, Zydus Cadila i Torrent Pharmaceuticals. U novije vrijeme Ahmedabad postaje značajan i u području informacijskih tehnologija, tako da je 2002. rangiran kao peti grad u Indiji po stupnju kompetitivnosti za računalne usluge.

## Gradovi prijatelji
- Astrahan, Rusija
- Columbus, Ohio, SAD
- Guangdong, Kina
- Jersey City, New Jersey, SAD
- Port Louis, Mauricijus
- Yeongnam, Južna Koreja

## Vanjske poveznice
- Službena stranica kolektorata  Arhivirana inačica izvorne stranice od 21. srpnja 2011. (Wayback Machine)

### Ostali projekti
|  | Zajednički poslužitelj ima još gradiva o temi Ahmedabad |